# Tae Satoya
Tae Satoya (en japonès: 里谷多英, Satoya Toya) (12 de juny de 1972, Sapporo, Hokkaidō, Japó) és una esquiadora japonesa, especialista en esquí acrobàtic. Va guanyar el títol olímpic en esquí acrobàtic a les olimpíades d'Hivern del 1998, i va acabar tercera als jocs del 2002.

## Trajectòria
Va participar en els Jocs Olímpics d'Hivern de 1994 realitzats a Lillehammer (Noruega, on finalitzà onzena en la prova de bamps. En els Jocs Olímpics d'Hivern de 1998 realitzats a Nagano (Japó) aconseguí la victòria en la prova de bamps, esdevenint la primera japonesa a aconseguir una medalla d'or en uns Jocs Olímpics d'hivern.
En els Jocs Olímpics d'Hivern de 2002 realitzats a Salt Lake City (Estats Units) aconseguí guanyar la medalla de bronze. L'Associació d'esquí del Japó li va prohibir participar al Campionat del món d'esquí d'estil lliure de 2005 a Finlàndia.
Participà en els Jocs Olímpics d'Hivern de 2006 realitzats a Torí (Itàlia), on fou quinzena, i en els Jocs Olímpics d'Hivern de 2010 realitzats a Vancouver (Canadà), on fou dinovena, després de caure al darrer salt. Es deia que tenia problemes a l'esquena.